# Tsav
Tsav (armeniska: Ծավ, azerbajdzjanska: Bəsitçay: Bäsitçay) är ett vattendrag i Armenien och Azerbajdjan. Det ligger i den sydöstra delen av landet, 210 kilometer sydost om huvudstaden Jerevan.
Trakten runt Tsav består i huvudsak av gräsmarker. Runt Tsav är det ganska tätbefolkat, med 54 invånare per kvadratkilometer.